# Kwas alkilobenzenosulfonowy

Kwas p-toluenosulfonowy – przykład kwasu alkilobenzenosulfonowego

Kwas alkilobenzenosulfonowy (kwas ABS), R−C6H4−SO3H – siarkoorganiczny związek chemiczny, pochodna kwasu benzenosulfonowego zawierająca grupę alkilową przyłączoną do pierścienia benzenowego.  
W przemyśle nazwą kwas ABS określa się mieszaninę różnych kwasów alkilobenzenosulfonowych, wykorzystywaną do otrzymywania  alkilobenzenosulfonianu sodu, detergentu stosowanego w szamponach i innych środkach czystości. Kwas ABS otrzymuje się ją w procesie sulfonowania alkilobenzenów. Produkt przemysłowy ma postać żółtobrązowej, gęstej cieczy. 